# VV Emmen
VV Emmen (Voetbal Vereniging Emmen) is een amateurvoetbalvereniging uit Emmen, Drenthe, Nederland.

## Algemeen
De vereniging werd op 21 augustus 1925 opgericht onder de naam Noordbarge Emmen Combinatie (NEC). In 1927 werd de huidige naam voetbalvereniging Emmen aangenomen. Uit de club ontstond in 1988 de profvoetbalclub BVO Emmen, later gewijzigd tot FC Emmen.

## Sportparken
In de beginjaren speelde Emmen op een terrein waar het Noorder Dierenpark was gevestigd. De ingang was aan de Sterrenkamp. Op 20 november 1932 werd een echt sportpark in gebruik genomen op een grondstuk naast het oude terrein dat aan de familie Willinge toebehoorde: de Willinge's Kampen. In 1936 werd met de bouw van een sportterrein aan de Kerkhoflaan begonnen en op 1 februari 1937 werd het officieel in gebruik genomen. Hier verbleef Emmen van 1937 tot 1977 toen de vereniging verhuisde naar de Meerdijk. Tegenwoordig speelt de amateurvereniging op sportpark "De Meerdijk" naast het stadion van FC Emmen.

## Standaardelftal
Het standaardelftal speelde laatstelijk in het seizoen 2022/23 in de Eerste klasse zondag van het KNVB-district Noord na degradatie uit de landelijke Hoofdklasse het seizoen ervoor. Voor het seizoen 2023/24 trok het zich terug voor prestatievoetbal vanwege een gebrek aan spelers.

Dit elftal speelde 28 seizoenen op het hoogste amateurniveau. Van 1946/47-1948/49 en van 1960/61-1973/74 in de Eerste klasse en van 194/75-1984/85 in de Hoofdklasse. Voor het seizoen 1985/86 werd de overstap naar het profvoetbal gemaakt. De amateurafdeling keerde drie seizoenen later terug met een standaardelftal. In het seizoen 2019/20 keerde het terug in de Hoofdklasse, inmiddels wel het derde amateurniveau.

### Erelijst

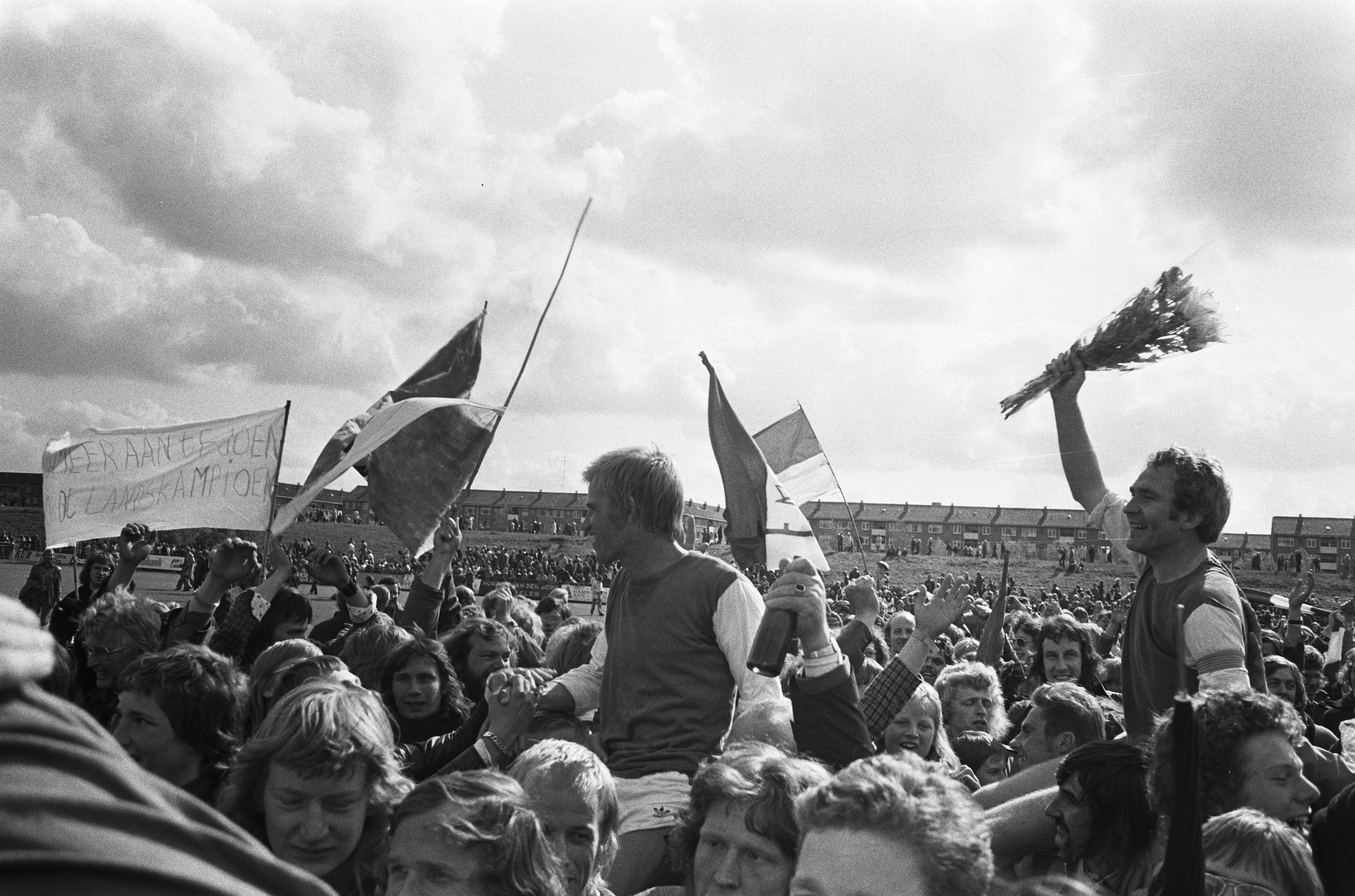
Vreugde na afloop van het kampioenschap in 1975

kampioen Zondagamateurs: 1975
kampioen Hoofdklasse: 1975
kampioen Eerste klasse: 1965, 1966, 1968, 2019
kampioen Tweede klasse: 1942*, 1943*, 1944*, 1946, 1951*, 1957*, 1958* 1960, 2011
kampioen Derde klasse: 1934*, 1937, 1996
kampioen Vierde klasse: 1990, 1993
kampioen DVB Hoofdklasse: 1930*
kampioen DVB 1e klasse: 1929
winnaar districtsbeker: 1967,1980
* 1930 promotie naar 3e klasse KNVB
* 1934, 1942, 1943, 1944, 1951, 1957, 1958 geen promotie

### Competitieresultaten 1931–2023
In de seizoenen 1985/86-1987/88 (respectievelijk 18e, 16e en 18e) werd er in de Eerste divisie gespeeld; zie ook FC Emmen.
| 4 3B |

| 5 3B |

| 5 3C |

| 1 3C |

| 3 3C |

| 2 3D |

| 1 3D |

| 5 2B |

| 2 2B |

| 3 B |

| 4 2B |

| 1 2B |

| 1 2B |

| 1 2B |

|  |

| 1 2B |

| 11 |

| 8 |

| 10 |

| 3 2B |

| 1 2B |

| 6 2A |

| 4 2B |

| 2 2B |

| 10 2A |

| 6 2B |

| 1 2B |

| 1 2B |

| 3 2B |

| 2 2B |

| 10 1B |

| 2 1C |

| 6 1C |

| 8 1C |

| 1 1C |

| 1 1C |

| 6 1C |

| 1 1C |

| 9 1C |

| 5 1C |

| 8 1C |

| 7 1C |

| 3 1C |

| 3 1C |

| 1 B |

| 4 B |

| 7 B |

| 4 B |

| 9 B |

| 10 B |

| 7 B |

| 5 B |

| 4 B |

| 2 B |

| 14 B |

|  |

|  |

|  |

| 7 4H |

| 1 4H |

| 10 3C |

| 12 3C |

| 1 4H |

| 4 3C |

| 9 3C |

| 1 3C |

| 4 2L |

| 4 2K |

| 3 2K |

| 8 1F |

| 7 1F |

| 6 1F |

| 6 1F |

| 10 1F |

| 2 2K |

| 4 2K |

| 5 2K |

| 3 2L |

| 3 2L |

| 4 2L |

| 1 2L |

| 6 1F |

| 9 1F |

| 9 1F |

| 6 1F |

| 4 1F |

| 6 1F |

| 4 1F |

| 1 1F |

| -- A |

| -- A |

| 15 A |

| 5 1E |

| Hoofdklasse | Eerste klasse | Tweede klasse | Derde klasse | Vierde klasse | Noodcompetitie |

In elke staaf van de grafiek staat van boven naar beneden vermeld: 
- Eindnotering

Dit is de positie die de club heeft bereikt in de competitie, zonder eventuele beslissings-, play-off- of nacompetitiewedstrijden die nodig zijn geweest om bijvoorbeeld de kampioen van de competitie te bepalen.
Indien een * achter het getal staat is de notering een tussenstand en kan het zijn dat de notering niet overeenkomt met de uiteindelijke eindstand van de competitie.
Staat er een - dan is het seizoen nog bezig en is er geen definitieve uitslag bekend.
Staat er xx op de positie van de notering, dan heeft de club vroegtijdig de competitie verlaten. Dit kan onder andere komen door terugtrekking van het team, faillissement van de club of door een uitgedeelde straf van de KNVB. In veel gevallen staat elders in het artikel de reden vermeld.
Staat er een ? dan is het resultaat uit het verleden onbekend, en is alleen de competitie of het niveau bekend van dat seizoen.
In de seizoenen 2019/20 en 2020/21 werd wegens de coronacrisis het amateurvoetbal afgebroken. Daardoor kennen deze staven geen eindklassering (middels -- weergegeven).
- Competitieniveau en afdelingsletter of Officiële eindstand Eredivisie
  - Competitieniveau en afdelingsletter

Hierbij geeft het getal het niveau weer, dat ook terug te vinden is in de legenda. De letter is de afdelingsaanduiding en wordt gebruikt wanneer er meer afdelingen zijn op hetzelfde niveau. De afdelingsletter is altijd een hoofdletter en wordt meestal zonder nummer gebruikt.
Voorbeeld: 2F is niveau 2e klasse competitie F.
Het competitieniveau en nummer wordt niet vermeld wanneer er slechts één competitie van dit niveau was.
  - Officiële eindstand Eredivisie (getal staat tussen haakjes vermeld)

Sinds de introductie van play-offwedstrijden voor Europees voetbal na afloop van de reguliere competitie in 2005/06, is de KNVB verplicht een eindstand van de Eredivisie door te geven aan de UEFA aan de hand van deze play-offwedstrijden.
Bij deze eindstand staan clubs die zich hebben gekwalificeerd voor Europees voetbal hoger dan clubs die zich niet wisten te kwalificeren. Indien er geen verschil was tussen de eindnotering en de officiële eindstand, staat dit getal niet vermeld.

- Onderafdeling

Hier staat afgekort de naam van de onderafdeling indien de club in dat jaar in een onderafdeling uitkwam. Tevens staat deze afkorting in de legenda en wordt gelinkt naar het artikel over deze onderafdeling. Deze afkorting wordt alleen vermeld wanneer de club in het verleden in verschillende onderafdelingen heeft gespeeld. Deze vermelding is in de staaf altijd in kleine letters. Deze onderafdelingen zijn na het seizoen 1995/96 afgeschaft. Heeft de club in slechts één onderafdeling gespeeld, dan is dit alleen terug te vinden in de legenda.
Onder de staaf staat het jaartal vermeld waarin het seizoen is afgesloten. 15 verwijst naar het seizoen 2014/15 of eventueel het seizoen 1914/15.
Wanneer een staaf leeg is, zijn deze gegevens niet bekend. Het kan ook zijn dat de club dat seizoen niet heeft meegespeeld op het hogere amateurniveau, vroegtijdig de competitie heeft verlaten of uit de competitie is gezet.

In het seizoen 1944/45 was er wegens de Tweede Wereldoorlog geen regulier competitievoetbal.

## Jeugd
De A-junioren van VV Emmen (tegenwoordig de onder 19 categorie) werd in het seizoen 1975/76 landskampioen. De hoogste jeugdploeg kwalificeerde zich tien keer voor de kampioenscompetitie om de landstitel, de eerste keer was in 1962.
Jarenlang werkten FC Emmen en VV Emmen samen met de jeugdopleiding. Voor het seizoen 2005/06 is deze samenwerking stopgezet. FC Emmen werkte van 2009 tot en met 2012 samen met sc Heerenveen maar staat sinds 2012/13 weer op eigen benen. Met de amateur vereniging Emmen wordt nauw samengewerkt. De selectie-elftallen van de vv Emmen komen uit op divisie-niveau.

## Bekende (oud-)spelers
- Josip Barić
- Jan van Beveren
- Wil van Beveren
- Kimberly Heijne
- Kjell Scherpen

SC Angelslo · VV Bargeres · VV C.E.C. · VV Drenthina · DVC '59 · DZOH · VV EHS '85 · FC Emmen · VV Emmen · Erica '86 · SC Erica · FC Klazienaveen · NWVV · SC Roswinkel · VV Schoonebeek · VV SVBC · VV SVBO · SVV '04 · VV Titan · SV Twedo · VV VEV · VV Weerdinge · Weiteveense Boys · WKE '16 · VV Zandpol · SC Zwartemeerse Boys

Voormalig: SC Drente· VV Klazienaveen· VV Zwartemeer